# Lista över offentlig konst i Arboga kommun
Lista över offentlig konst i Arboga kommun är en ofullständig förteckning över främst utomhusplacerad offentlig konst i Arboga kommun. 
| Titel                   | Konstnär(er)                                       | Årtal | Beskrivning | Typ - material                      | Plats Koordinater                                    | Bild                                 |
| ----------------------- | -------------------------------------------------- | ----- | ----------- | ----------------------------------- | ---------------------------------------------------- | ------------------------------------ |
| Margarin & tvål         | Kerstin Hörnlund                                   | 2006  |             | Skulptur - Stengods, cortenstål     | Norra Centrumleden koordinater saknas                |                                      |
| Harnesk                 | Gösta Berg                                         | 2006  |             | Relief - Brons                      | Nygatan 29 koordinater saknas                        |                                      |
| Stratigrafi             | Skillnad AB                                        | 2006  |             | Relief - Plåt                       | Nygatan 40 koordinater saknas                        |                                      |
| Spår av tid och ljus    | Thomas Nordström Jan Stenberg Rose Marie Andersson | 2006  |             | Objekt - Brons,rostfritt stål       | Kapellbron koordinater saknas                        |                                      |
| Kontakt                 | Skillnad AB                                        | 2006  |             | Objekt - Alluminium, plexi          | Kapellbron koordinater saknas                        |                                      |
| Langen går - ge järnet! | Lasse Nilsson                                      | 2006  |             | Skulptur - Brons                    | Västra Strandvägen koordinater saknas                |                                      |
| Muntration              | Skillnad AB                                        | 2006  |             | Relief - Plåt                       | Nicolai kulturhus/Hökenbergs gr 1 koordinater saknas |                                      |
| Vindflöjlar             | Gösta Grähs                                        | 2006  |             | Skulpturer/objekt - Stål,smidesjärn | Ladbron koordinater saknas                           |                                      |
| Engelbrektstatyn        | Carl Eldh                                          | 1935  |             | Skulpturer - Brons                  | Järntorget koordinater saknas                        | Engelbrektstatyn                     |
| Den lyckliga filosofen  | Richard Brixel                                     | 2005  |             | Skulptur - Brons                    | Centrumleden 7 koordinater saknas                    | Den lyckliga filosofen               |
| Sten Sture-obelisken    | Sam Lidman A. Eriksson                             | 1890  |             | Skulptur - Grå granit               | Stureparken koordinater saknas                       | Ladda upp en bild av detta konstverk |
| Ingalill                | Carl Eldh                                          | 1953  |             | Skulptur - Brons                    | Medborgarhusets park, Gråmunkegr. koordinater saknas |                                      |
| Liten lejonbrunn        | Gösta Grähs Kerstin Hörnlund                       | 1992  |             | Fontän - Stengods,brons             | Nytorget koordinater saknas                          |                                      |
| Ung man                 | Eric Grate                                         |       |             | Skulptur - Granit                   | Västerlångg. 1 koordinater saknas                    |                                      |
| Kunskapens vingar       | Lasse Nilsson                                      | 1995  |             | Skulptur - Rostfritt stål           | Vasagymnasiet, Skolv. 4 koordinater saknas           |                                      |
| Bronsrelief             | Erik Lindberg                                      | 1985  |             | Relief - Brons                      | Rådhuset, Stora torget koordinater saknas            |                                      |